# En Skuespillers Kærlighed
En Skuespillers Kærlighed er en dansk stumfilm fra 1920, der er instrueret af Martinius Nielsen.

## Handling
Denne artikel mangler et handlingsreferat. Hjælp os med at skrive det.

## Medvirkende
- Henny Lauritzen - Gehejmrådinde von Windheim
- Ebba Thomsen - Melitta, gehejmrådindens datter
- Tronier Funder - Rudolf von Karger, arkæolog
- Valdemar Psilander - Ludvig Romay, berømt skuespiller
- Alma Hinding - Asta von Roden, Melittas veninde
- Inger Nybo - Lene Becker, skuespillerinde
- Robert Dinesen
- Ulla Nielsen
- Ingeborg Spangsfeldt
- Erik Holberg - Teaterdirektør
- Axel Boesen - Tjener
- Birger von Cotta-Schønberg